# Lee Embree
Lee Embree (9 juillet 1915, Mechanicsville – 24 janvier 2008, Port Angeles) est un photojournaliste et sous-officier américain.

## Biographie
Étant à bord d'un Boeing B-17 Flying Fortress en vol de la Californie vers Hawaï, Lee Embree prit la première photographie aérienne de l'attaque de Pearl Harbor en 1941.
Le studio de développement refusa de lui rendre les négatifs et les transmis directement à Frank Knox, secrétaire à la Marine des États-Unis. Selon les dires de Embree : « la fois suivante où je retrouvai mes photos, c'était en couverture d'un magazine australien ». Il ne récupéra ses négatifs que plusieurs années après. 
Les photographies de Lee Embree ont été publiées dans de nombreux journaux, parmi lesquelles Life et Time magazine

## Collections
- National Archives and Records Administration

## Référence
1. ↑  MAJ Lee Raymond Embree sur findagrave.com

- (en) Cet article est partiellement ou en totalité issu de l’article de Wikipédia en anglais intitulé « Lee Embree » (voir la liste des auteurs).